# BDNF
BDNF (англ. Brain derived neurotrophic factor) – білок, який кодується однойменним геном, розташованим у людей на короткому плечі 11-ї хромосоми. Довжина поліпептидного ланцюга білка становить 247 амінокислот, а молекулярна маса — 27 818.
| 10         |  | 20         |  | 30         |  | 40         |  | 50         |
| ---------- |  | ---------- |  | ---------- |  | ---------- |  | ---------- |
| MTILFLTMVI |  | SYFGCMKAAP |  | MKEANIRGQG |  | GLAYPGVRTH |  | GTLESVNGPK |
| AGSRGLTSLA |  | DTFEHVIEEL |  | LDEDQKVRPN |  | EENNKDADLY |  | TSRVMLSSQV |
| PLEPPLLFLL |  | EEYKNYLDAA |  | NMSMRVRRHS |  | DPARRGELSV |  | CDSISEWVTA |
| ADKKTAVDMS |  | GGTVTVLEKV |  | PVSKGQLKQY |  | FYETKCNPMG |  | YTKEGCRGID |
| KRHWNSQCRT |  | TQSYVRALTM |  | DSKKRIGWRF |  | IRIDTSCVCT |  | LTIKRGR    |

A: Аланін

C: Цистеїн

D: Аспарагінова кислота

E: Глутамінова кислота

F: Фенілаланін

G: Гліцин

H: Гістидин

I: Ізолейцин

K: Лізин

L: Лейцин

M: Метіонін

N: Аспарагін

P: Пролін

Q: Глутамін

R: Аргінін

S: Серин

T: Треонін

V: Валін

W: Триптофан

Кодований геном білок за функцією належить до факторів росту. 
Задіяний у такому біологічному процесі, як альтернативний сплайсинг. 
Секретований назовні.